# Claire Emslie
Claire Emslie, född den 8 mars 1994 i Edinburgh, är en skotsk fotbollsspelare (anfallare) som spelar för Orlando Pride och det skotska landslaget. Hon har tidigare representerat bland annat Manchester City. Emslie var en del av det skotska landslag som spelade sin allra första VM-turnering efter att landet lyckats kvala in till VM i Frankrike år 2019. Hon blev historisk som Skottlands första målskytt i ett världsmästerskap då hon satte 1-2-målet i förlusten mot England i den första gruppspelsmatchen. Inför turneringen hade hon gjort 3 mål på 21 landskamper.